# Мокро (Коњиц)
Мокро је насељено место у Босни и Херцеговини, у општини Коњиц, у Херцеговачко-неретванском кантону које административно припада Федерацији Босне и Херцеговине. Према попису становништва из 1991. у насељу је живјело 36 становника.

## Географија
Мокро је налази у горњем току реке Неретве.

## Становништво
По последњем службеном попису становништва из 1991. године, у насељу Мокро живело је 36 становника. Већина становника су били Муслимани.
| Националност       | 1991.       | 1981.       | 1971.       |
| Муслимани          | 24 (66,66%) | 23 (52,27%) | 41 (53,95%) |
| Хрвати             | 11 (30,56%) | 21 (47,73%) | 35 (46,05%) |
| остали и непознато | 1 (2,78%)   |             |             |
| Укупно             | 36          | 44          | 76          |